# ЭпиВакКорона
ЭпиВакКоро́на — российская однокомпонентная пептидная вакцина против COVID-19, разработанная ФБУН «ГНЦ ВБ „Вектор“» Роспотребнадзора. Все заявления об эффективности «ЭпиВакКороны» исходили только от её разработчиков и аффилированных с ними лиц. По итогам III фазы клинических исследований, в рамках которой изучалась способность вакцины защищать людей от заражения COVID-19, разработчиками «ЭпиВакКороны» заявлена эффективность 82,5 %. С другой стороны, результаты нескольких проведённых в России независимых исследований, в том числе опубликованных в рецензируемых научных журналах, показали, что «ЭпиВакКорона» не имеет защитной эффективности против коронавирусной инфекции, а также не защищает от поражения лёгких в случае заражения. Неэффективность «ЭпиВакКороны» ранее была признана большим числом российских и зарубежных учёных. Некоторые из них оспаривали само применение термина «вакцина» к данному препарату.
В состав «ЭпиВакКороны» входят три искусственно синтезированных антигена, копирующих участки вируса SARS-CoV-2. По замыслу разработчиков, в ответ на них в организме вакцинированного должна происходить выработка антител, которые впоследствии смогут связываться с живым вирусом и нейтрализовывать его. По заявлениям разработчиков, эти антитела сохраняются не менее 6 месяцев; у половины привитых они уже не обнаруживаются через 9 месяцев. Однако никакие стандартные тесты на антитела не определяют наличие антител после «ЭпиВакКороны», они обнаруживаются только специальными тестами, разработанными самим «Вектором». В связи с этим, по мнению ряда экспертов, тест-система «Вектора» может лишь подтверждать факт прививки «ЭпиВакКороной», но не позволяет понять, смогут ли эти антитела взаимодействовать с живым вирусом и обеспечивать противовирусную защиту. Доказательств того, что тест-система «Вектора» выявляет именно антитела, способные нейтрализовать живой коронавирус, а не иные (нецелевые) антитела, опубликовано не было.
«ЭпиВакКорона» была введена в гражданский оборот в декабре 2020 года — до того, как были опубликованы результаты I и II фаз клинических исследований и получены какие-либо данные о её эффективности. При этом опыт широкого применения пептидных вакцин в мировой медицине отсутствует. Ввод в гражданский оборот вакцины с неизвестной эффективностью в разгар пандемии до завершения её клинических испытаний был подвергнут критике рядом отечественных и зарубежных специалистов. В связи с подозрениями в неэффективности, а также в наличии конфликта интересов вакцина стала объектом гражданских и журналистских расследований. Многие учёные и активисты выступали за приостановление использования «ЭпиВакКороны» до проведения независимой проверки.
По данным газеты «Коммерсантъ» за январь 2022 года, от использования «ЭпиВакКороны», имея выбор, отказались бы 13 % опрошенных россиян, что вдвое больше, чем для «Спутника V», и в 6 раз больше, чем для «КовиВака». По данным профессионального сообщества «Врачи РФ», 70 % докторов считают, что «ЭпиВакКорона» не пользуется спросом у пациентов. Всего за 2021 год было произведено 12,9 млн доз «ЭпиВакКороны». В связи с отсутствием спроса в начале 2022 года выпуск «ЭпиВакКороны» был прекращён.

## Описание
Название «ЭпиВакКорона» расшифровывается как «ЭПИтопная ВАКцина против КОРОНАвирусной инфекции». Международное название — «EpiVacCorona».
В состав вакцины входят три пептида (коротких химически синтезированных белковых фрагмента) — искусственных антигена, копирующие участки S-белка вируса SARS-CoV-2. Эти пептиды конъюгированы (соединены) с крупным белком-носителем и адсорбированы на алюминий-содержащем адъюванте (гидроксиде алюминия). В качестве белка-носителя выступает вирусный нуклеокапсидный белок, соединённый с белком из кишечной палочки, способным связывать сахар мальтозу.
Консервантов и антибиотиков вакцина не содержит.
Вакцина представляет собой суспензию для внутримышечного введения. Выпускается в ампулах, флаконах, шприцах предварительного наполнения по 0,5 мл (1 доза), во флаконах по 5 доз (2,5 мл). Условия соблюдения холодовой цепи от +2 °С до +8 °С. Срок годности 6 месяцев. В марте 2021 года была запущена производственная линия по производству вакцины в шприц-дозах (шприцах предварительного наполнения).
| Наименование | ЭпиВакКорона         | ЭпиВакКорона-Н       |
| Действующие вещества | Действующие вещества | Действующие вещества |
| --- | -------------------- | -------------------- |
| Пептидный антиген № 1 белка S вируса SARS-CoV-2 (c аминокислотной последовательностью <CRLFRKSNLKPFERDISTEIYQAGS>), конъюгированный на белок-носитель, мкг | 75 ± 15              | —                    |
| Пептидный антиген № 2 белка S вируса SARS-CoV-2 (с аминокислотной последовательностью <CKEIDRLNEVAKNLNESLIDLQE>), конъюгированный на белок-носитель, мкг   | 75 ± 15              | —                    |
| Пептидный антиген № 3 белка S вируса SARS-CoV-2 (с аминокислотной последовательностью <CKNLNESLIDLQELGKYEQYIK>), конъюгированный на белок-носитель, мкг    | 75 ± 15              | —                    |
| Пептидные антигены № 1 и № 2/3 белка S вируса SARS-CoV-2, конъюгированные на белок-носитель, мкг                                                           | —                    | 225 ± 45             |
| Вспомогательные вещества |                      |                      |
| Алюминия гидроксид в пересчёте на Al3+, мг | 0,60 ± 0,10          | 0,60 ± 0,10          |
| Калия дигидрофосфат, мг | 0,12 ± 0,01          | 0,12 ± 0,01          |
| Натрия гидрофосфата додекагидрат, мг | 1,82 ± 0,10          | 1,82 ± 0,10          |
| Хлорид калия, мг | 0,10 ± 0,01          | 0,10 ± 0,01          |
| Хлорид натрия, мг | 4,00 ± 0,20          | 4,00 ± 0,20          |
| Вода для инъекций, мл | до 0,5               | до 0,5               |

Курс вакцинации «ЭпиВакКороной» предусматривает двукратное внутримышечное введение в дельтовидную мышцу (в верхней ⅓ наружной поверхности плеча, или в латеральную широкую мышцу бедра при невозможности введения в дельтовидную) с интервалом 14—21 день, при этом вторая доза идентична первой. Вакцинация «ЭпиВакКороной-Н» предусматривает и вариант с трёхкратным введением дозы: с V3 спустя 2 месяца после V2.
Противопоказаниями к применению «ЭпиВакКороны» являются гиперчувствительность к её компонентам (в том числе гидроокиси алюминия), тяжёлые формы аллергий, злокачественные заболевания крови и новообразования, первичный иммунодефицит, а также осложнения после первого введения вакцины. При острых инфекционных и неинфекционных заболеваниях, а также хронических заболеваниях в стадии обострения вакцинацию проводят не ранее чем через месяц после выздоровления или ремиссии. К противопоказаниям относят также беременность, лактацию и возраст до 18 лет, поскольку данные об эффективности и безопасности для соответствующих категорий лиц отсутствуют.

### Способ получения
Согласно патенту разработчиков в качестве белка-носителя для пептидов в вакцине использован продукт экспрессии гена так называемого химерного рекомбинантного белка. Ген химерного белка был создан с помощью генной инженерии и состоит из фрагмента гена MBP кишечной палочки (E. coli), способного связывать мальтозу; аминокислотного линкера; сайта протеолитического расщепления фактора Ха и 6xHis-MeTKH, а также гена, кодирующего нуклеокапсидный вирусный белок (N-белок коронавируса SARS-CoV-2). Продуктом экспрессии является химерный белок, который проходит несколько стадий очистки, а затем используется разработчиками вакцины в процессе соединения с пептидами.
Генетический конструкт (искусственно созданный фрагмент ДНК) для производства белка-носителя вакцины «ЭпиВакКорона» включает химерный ген и короткий генетический фрагмент, кодирующий полигистидиновый тег. Фрагмент полигистидинового тега в химерном белке используется для очистки этого белка из лизата кишечной палочки. После очистки к каждой молекуле химерного белка присоединяется в процессе конъюгации только один тип молекул пептида. В результате получается три типа конъюгированных молекул: химерный белок с присоединённым пептидом номер 1, тот же белок с пептидом номер 2 и, наконец, тот же белок с пептидом номер 3. Все три типа конъюгированных молекул входят в состав вакцины.
Таким образом, вакцина состоит из трёх искусственно синтезированных коротких фрагментов вирусного шиповидного белка — пептидов, которые, по мнению разработчиков «ЭпиВакКороны», должна распознавать иммунная система человека. По замыслу разработчиков эти пептиды содержат участки шиповидного белка, в которых есть В-клеточные эпитопы. Все пептиды конъюгированы с белком-носителем (продуктом экспрессии химерного гена).

### Формирование антител после вакцинации
По заявлению учёных, разработавших «ЭпиВакКорону», она обеспечивает выработку узкоспециализированных антител на специфичные содержащиеся в этой вакцине антигены. Защитный титр антител, вырабатываемых после вакцинации «ЭпиВакКороной», неизвестен, а сохраняются они, согласно заявлению разработчиков, не менее 6 месяцев (однако у половины привитых они уже не обнаруживаются через 9 месяцев).
У вакцинированного «ЭпиВакКороной» человека могут формироваться антитела не только на пептиды шиповидного белка, но и на другие нецелевые антигены, присутствующие в вакцине. Согласно патенту разработчиков, вакцинными антигенами могут стать не только три пептида шиповидного (S) белка, но и химерный белок, состоящий из двух частей (вирусного нуклеокапсидного и бактериального, связывающего сахар мальтозу). Полигистидиновый тег — короткий пептид, который введён в композицию вакцины для очистки химерного белка из бактериального лизата — тоже является вакцинным антигеном, на который могут формироваться антитела у получивших вакцину. Такие нецелевые антитела не могут иметь противовирусной защитной функции. Согласно данным научной литературы, только антитела к шиповидному, но не нуклеокапсидному вирусному белку могут связаться с вирусом.

## Тест-системы на антитела после вакцинации
Согласно данным Роспотребнадзора, привитым «ЭпиВакКороной» требуются специальные тесты на антитела, поскольку другие тесты недостаточно чувствительны к антителам, формирование которых вызывает «ЭпиВакКорона». По словам разработчиков, такое происходит, так как из многих детерминант S-белка в вакцину включены только три. Для обнаружения антител после вакцинации «ЭпиВакКороной» предприятием «Вектор» была разработана тест-система, которая была зарегистрирована 10 декабря 2020 года (регистрационное удостоверение РЗН 2020/12952, номер ТУ 21.20.23-093-05664012-2020). Роспотребнадзор сообщает, что тест-система «SARS-CoV-2-IgG-Вектор» предназначена для «иммуноферментного выявления иммуноглобулинов класса G к белкам коронавируса SARS-CoV-2», а анализ на поствакцинальный иммунитет после прививки «ЭпиВакКороной» должен происходить на 35—42 день со дня первого введения вакцины и только с использованием данной тест-системы, поскольку она имеет «высокую чувствительность и специфичность при выявлении антител к определённым участкам коронавируса, которые использованы в вакцине „ЭпиВакКорона“». Именно на исследования этой тест-системой, которая также фигурирует с идентификатором CMD № 044757, есть ссылки в СМИ.
Согласно данным разработчиков, в качестве антигенов в этой тест-системе используются вирусный нуклеокапсидный (N) белок и пептиды вирусного шиповидного (S) белка. «Вектор» не разглашает, какие именно антитела выявляет его тест-система, апеллируя к понятию «коммерческая тайна» (по этой причине данная тест-система и результаты анализа наличия антител ею подвергались критике рядом специалистов). Набор реагентов для иммуноферментного выявления иммуноглобулинов класса G к белкам коронавируса SARS-CoV-2 включает в том числе положительный контрольный образец, содержащий IgG к инактивированному коронавирусу SARS-CoV-2, и отрицательный контрольный образец, не содержащий IgG к инактивированному коронавирусу.
Также создан набор реагентов для иммуноферментного выявления антител к антигенам вакцины «Вектор ИФА Корона-АТ». Набор предназначен для научных исследований и имеет регистрационный номер ТУ 21.10.60-082-05664012-2020.
| Список тестов для определения антител после вакцинации «ЭпиВакКороной» | Список тестов для определения антител после вакцинации «ЭпиВакКороной» | Список тестов для определения антител после вакцинации «ЭпиВакКороной» | Список тестов для определения антител после вакцинации «ЭпиВакКороной» | Список тестов для определения антител после вакцинации «ЭпиВакКороной» | Список тестов для определения антител после вакцинации «ЭпиВакКороной» | Список тестов для определения антител после вакцинации «ЭпиВакКороной» | Список тестов для определения антител после вакцинации «ЭпиВакКороной» | Список тестов для определения антител после вакцинации «ЭпиВакКороной» |
| Номер                                                                  | Ссылка                                                                 | Название                                                               | Антиген                                                                | ТУ                                                                     | RD                                                                     | Дата регистрации                                                       | РЗН                                                                    | CMD                                                                    |
| ---------------------------------------------------------------------- | ---------------------------------------------------------------------- | ---------------------------------------------------------------------- | ---------------------------------------------------------------------- | ---------------------------------------------------------------------- | ---------------------------------------------------------------------- | ---------------------------------------------------------------------- | ---------------------------------------------------------------------- | ---------------------------------------------------------------------- |
| 1                                                                      | [ 40 ]                                                                 | SARS-CoV-2-IgG-Вектор                                                  | Антигены вакцины                                                       | 21.20.23-093-05664012-2020                                             | 32336/24402                                                            | 10.12.2020                                                             | 2020/12952                                                             | № 044757                                                               |
| 2                                                                      | [ 41 ]                                                                 | SARS-CoV-2-ИФА-Вектор                                                  | Инактивированный цельный вирион SARS-CoV-2                             | 21.20.23-090-05664012-2020                                             | 37804/95096                                                            | 10.04.2020                                                             | 2020/10017                                                             |                                                                        |
| 3                                                                      | [ 12 ]                                                                 | Вектор ИФА Корона-АТ                                                   | Антигены вакцины                                                       | 21.10.60-092-05664012-2020                                             | Нет данных                                                             | Нет данных                                                             | Нет данных                                                             | Нет данных                                                             |

В двенадцатой версии методических рекомендаций «Профилактика, диагностика и лечение новой коронавирусной инфекции (COVID-19)», опубликованных Минздравом в сентябре 2021 года, приводится список тестовых систем, рекомендованных ведомством для определения напряжённости иммунитета против COVD-19. Список приводится на страницах 192—193 документа в таблице под названием «Виды номенклатурной классификации медицинских изделий, представляющих собой диагностические наборы реагентов для выявления иммуноглобулинов к SARS-CoV-2». Тест-система «Вектора» в этот список не вошла. ВОЗ и Росздравнадзор рекомендуют привести все тест-системы к единым единицам измерения — в BAU/мл. На начало сентября 2021 года тест-система «Вектора» не была переведена в данные единицы измерения.

## Разработка, испытания и производство
«ЭпиВакКорона» была разработана Федеральным бюджетным учреждением науки «Государственный научный центр вирусологии и биотехнологии „Вектор“» (ФБУН «ГНЦ ВБ „Вектор“»), подведомственным Роспотребнадзору. Разработка вакцины была начата в январе 2020 года. В марте 2020 года на разработку вакцины Правительство РФ выделило Роспотребнадзору 1,4 млрд рублей из резервного фонда.

### Предыстория
С 3 декабря 2020 года вакцины против COVID-19 включены в России в перечень жизненно необходимых и важнейших лекарственных препаратов. Вакцинация против COVID-19 в России также внесена в национальный календарь профилактических прививок для вакцинации по эпидемическим показаниям.

### Выбор платформы изготовления вакцины
Центр «Вектор» ранее имел опыт создания вакцины «ЭпиВакЭбола» против лихорадки Эбола, которая была основана на пептидной платформе. В случае с коронавирусом, по заявлению разработчиков вакцины, работы были начаты с шести различных платформ, из которых пептидная вакцина показала наилучшие результаты, в связи с чем было принято решение развивать именно это направление. В марте 2021 года работы по другим платформам, по словам авторов, также продолжались, однако уже не так интенсивно.
Опыт реального применения вакцины «ЭпиВакЭбола» отсутствует (на момент выхода вакцины эпидемия в Гвинее уже закончилась). На начало 2021 года не существовало ни одной пептидной вакцины, которая бы широко использовалась в медицинской практике. По словам доктора биологических наук Константина Чумакова, пептидные вакцины возможны в теории и работают «в лаборатории в пробирке», однако не существует ни одной, которая проявила бы эффективность на живых организмах. В отличие от пептидной «ЭпиВакКороны», остальные российские вакцины от коронавируса построены на других платформах: «Спутник V» является векторной, а «КовиВак» — инактивированной цельновирионной, оба этих метода разработки вакцин ранее широко применялись.

### Доклинические исследования
Вакцина «ЭпиВакКорона» прошла доклинические исследования продолжительностью 4,5 месяца. Первичный скрининг пептидов для поиска наиболее иммуногенных пептидов (участков) шиповидного белка производился на животных. Измерялся уровень антител, который провоцировал каждый тестируемый пептид после введения кроликам. В тесте в качестве белка-носителя для изучаемых пептидов использовался белок гемоцианин. Специалисты высказывали критические замечания к вышеописанному методу выбора пептидов. В частности утверждалось, что метод мог привести к тому, что были выбраны пептиды, соответствующие тем участкам шиповидного белка, которые в природном (живом) вирусе недоступны для взаимодействия с антителами. В таком случае антитела, выработанные как ответ организма на иммунизацию этими пептидами в составе вакцины, не смогут связаться с живым вирусом и выполнить протективную функцию. На шести видах животных (мышах, крысах, кроликах, африканских зелёных мартышках, макаках-резус, морских свинках) была показана безвредность вакцины по таким параметрам, как общая токсичность, аллергические свойства, мутагенная активность. На четырёх видах животных (хомяках, хорьках, африканских зелёных мартышках, макаках-резус) была показана специфическая активность: иммуногенность и защитные свойства в отношении нового коронавируса. Основные результаты доклинических исследований опубликованы в «Вестнике Российской академии медицинских наук».

### Клинические исследования
Согласно особым условиям ускоренной регистрации и инструкции к вакцине, каждое применение вакцины должно отслеживаться в федеральном регистре.

#### Первая и вторая фазы
Первый этап этап (проверка на безопасность) и второй этап (проверка на образование антител) клинических исследований были проведены с июля по сентябрь 2020 года на 100 добровольцах.
25 марта 2021 года Роспотребнадзор со ссылкой на статью в подведомственном ему российском рецензируемом журнале «Инфекция и иммунитет» заявил, что «ЭпиВакКорона» является иммуногенным и безопасным продуктом для профилактики COVID-19. В статье, опубликованной создателями вакцины, приведены предварительные результаты первых двух фаз клинических исследований вакцины на добровольцах, из которых в первой фазе участвовали 14 человек в возрасте 18—30 лет, а во второй фазе — 86 добровольцев в возрасте 18—60 лет. Утверждается, что антитела сформировались у 100 % добровольцев, а также заявляется, что вакцина является безопасной. В статье также сообщалось, что вакцина продемонстрировала низкую реактогенность, симптомы после первой и второй вакцинации длились 1—2 дня, а вакцинальные реакции были лёгкими и быстро проходили. В то же время, в инструкции к «ЭпиВакКороне», опубликованной на момент регистрации 13 октября 2020 года (то есть после окончания первой и второй фаз клинических испытаний), отмечено: «Защитный титр антител в настоящее время неизвестен. Продолжительность иммунитета неизвестна. Клинические исследования по изучению эпидемиологической эффективности не проводились» (это также указано и в инструкции к вакцине Спутник V).
5 мая 2021 года «Вектор» начал I—II фазы проверки влияния на людей третьей дозы вакцины, поскольку, по словам одного из её создателей Александра Рыжикова, вакцина хуже работает на пожилых людях.

#### Третья и четвёртая фазы
Третью фазу клинических испытаний (проверка эпидемиологической эффективности) было запланировано начать с ноября 2020 года на 3000 исследуемых и продолжать шесть месяцев после вакцинации последнего участника. При этом 25 % (750 из 3000) участников получили плацебо. Для сравнения, в клинических испытаниях вакцины Спутник V приняли участие 33 000 человек.
С ноября 2020 года были начаты клинические испытания в 8 медицинских центрах 5 субъектов РФ (Москва, Красногорск, Тюмень, Казань и Калининград). Испытания проводятся на 3000 добровольцах, а также на 100 участниках 14—17 лет и 150 участниках старше 60 лет. Согласно данным реестра клинических испытаний, возможно привлечение до 4991 добровольца.
В базе данных вакцин от COVID-19, опубликованной Всемирной организацией здравоохранения, клинические испытания 3 фазы вакцины «ЭпиВакКорона» были зарегистрированы только в марте 2021 года.
5 марта 2021 года Роспотребнадзор заявил о том, что «ЭпиВакКорона» прошла открытое клиническое исследование ІII—IV фазы среди лиц от 60 лет и старше. После этого она была разрешена для вакцинации лиц старше 60 лет, в связи с чем в инструкцию к вакцине были внесены изменения (допустимый для вакцинации возраст от 18 до 60 лет был заменён на «взрослых старше 18 лет»). 8 апреля директор «Вектора» Ринат Максютов, комментируя предварительные итоги третьей фазы клинических испытаний среди пожилых, сообщил, что из 150 участников старше 60 лет заболели коронавирусом 20 человек (13,3 %). При этом он считает, что в большинстве случаев это произошло до того как у участника успел сформироваться иммунитет (42 дня после первого компонента).
Согласно реестру клинических испытаний, третья и четвёртая фаза испытаний закончились 31 августа 2021 года.
17 июня 2021 года Максютов заявил, что завершение клинических испытаний, проводимых на 3000 добровольцев с декабря 2020 года, планируется уже в июле 2021 года, после чего станут известны окончательные показатели эффективности вакцины. Однако в июле 2021 года разработчики перенесли объявление промежуточных результатов третьей фазы исследования на конец 2021 — начало 2022 года. 3 сентября 2021 года заместитель директора «Вектора» Татьяна Непомнящих заявила, что окончательные итоги ІII—IV фаз ещё не подведены, а их публикация планируется в научных рецензируемых журналах осенью. На ноябрь 2021 года подтверждённых данных о протективной эффективности «ЭпиВакКороны» по-прежнему не имелось, а публикации об итогах пострегистрационных испытаний отсутствовали. Согласно данным «Новой газеты», на январь 2022 года результаты третьей фазы испытаний уже были предоставлены «Вектором» в Минздрав, однако их публикация снова откладывалась. В итоге результаты III фазы были опубликованы только 18 мая 2023 года.
По данным «Новой газеты», для проведения независимого аудита результатов клинических испытаний «ЭпиВакКороны» «Вектором» была нанята фирма без опыта подобной работы, в штате которой числится один человек, по специальности — клинический психолог.
Согласно данным, опубликованным разработчиками по результатам III фазы испытаний, проведённых на 2999 добровольцах, профилактическая эффективность вакцины составила 82,5 % (для лиц в возрасте 51—60 лет — 74,1 %).

### Регистрация и патенты
Регистрация вакцины в государственном реестре лекарственных средств (ГРЛС) была начата 17 сентября 2020 года. Регистрация вакцины Минздравом планировалась к 15 октября, а 14 октября В. В. Путиным было обнародовано на совещании Правительства, что вакцина уже зарегистрирована. Регистрационное удостоверение было выдано накануне совещания, 13 октября 2020 года, под номером ЛП-006504. Регистрация была проведена в особом упрощённом порядке.
Позже регистрация в ГРЛС несколько раз продлевалась. На апрель 2023 года регистрационное удостоверение «ЭпиВакКороны» действовало до 31 декабря 2025 года.
По сообщениям СМИ, 30 сентября 2020 года вакцина была зарегистрирована в «Роспатенте». Всего разработчиками были получены следующие патенты РФ на изобретение, защищающие разработку «ЭпиВакКорона»:
1. «Пептидные иммуногены и вакцинная композиция против коронавирусной инфекции COVID-19 с использованием пептидных иммуногенов» (№ 2738081)[13]. В запатентованных вакцинных композициях присутствует 7 пептидов[Комм. 2].
2. «Пептидные иммуногены и вакцинная композиция против коронавирусной инфекции COVID-19 с использованием пептидных иммуногенов» (№ 2743593)[98]. В запатентованной вакцинной композиции присутствует 2 пептида[Комм. 3] (этот патент использован в описанной ниже новой версии вакцины «ЭпиВакКорона-Н»[99]).
3. «Пептидные иммуногены, используемые в качестве компонентов вакцинной композиции против коронавирусной инфекции COVID-19» (№ 2743594)[14]. В запатентованной вакцинной композиции присутствует 3 пептида[Комм. 4].
4. «Вакцинная композиция против коронавирусной инфекции COVID-19» (№ 2743595)[15]. В запатентованной вакцинной композиции присутствует 3 пептида[Комм. 5].

На 16 мая 2022 года «Вектор» получил два евразийских патента на вакцины «ЭпиВакКорона» и «Aurora-CoV».

### Ввод в гражданский оборот
Вакцина была выпущена в гражданский оборот в декабре 2020 года. Среди регионов, первыми получивших партии вакцины, были Новосибирская (1000 доз), Саратовская (700 доз), Ростовская и Тульская области, Краснодарский (более 2000 доз) и Забайкальский (1300 доз) края (для вакцинации одного человека требуется две дозы: по одной дозе для V1 и V2).
На 17 марта 2021 года в гражданский оборот поступило почти 200 тыс. доз, а на 16 июня — более 2,6 млн доз вакцины «ЭпиВакКорона». В Санкт-Петербург 22 июня 2021 г. поступило 27,5 тыс., а 30 ноября в этот же город поступило 78,5 тыс. доз вакцины «ЭпиВакКорона». Указанные количества составляли лишь малую часть от общего числа прививок, выполненных в России на соответствующий момент. Так, на 2 апреля в России было использовано более 11,6 млн доз всех видов вакцин, а на 23 июня — 36 млн (основная часть прививок приходилась на вакцину «Спутник V»). В Санкт-Петербурге на 22 июня на «ЭпиВакКорону» пришлось только 2,9 % из более чем 952 тыс. полученных доз.
Для граждан России вакцинация проводится на добровольной и бесплатной основе. В январе 2021 года Минздрав выпустил документ «Порядок проведения вакцинации против COVID-19 вакциной ЭпиВакКорона взрослому населению», в котором предусматривается, что перед вакцинацией пациент должен подписать добровольное информированное согласие и получить памятку с перечнем противопоказаний, побочных эффектов и правилами поведения после вакцинации.
Согласно данным журналистских расследований, известны случаи, когда желающим добровольно привиться вместо вакцины «Спутник V» вводили «ЭпиВакКорону»; в ряде случаев первый компонент вводили от вакцины «Спутник V», а второй — от «ЭпиВакКороны».
По данным центра «Вектор», на сентябрь 2021 года полный курс вакцинации «ЭпиВакКороной» прошли 1 миллион россиян. 3 ноября появилась информация, что в гражданский оборот введено уже 9,2 млн доз вакцины, а в начале декабря 2021 года более 1,2 млн доз вакцины было направлено в регионы.

### Производство вакцины
В январе 2021 года на производство вакцины Правительство выделило «Вектору» более 2 млрд рублей, на которые планировалось произвести 2 млн доз. Широкомасштабный выпуск вакцины был запланирован с февраля 2021 года.
В марте 2021 года производство «ЭпиВакКороны» велось в новосибирском АО «Вектор-БиАльгам» (подконтролен «Вектору»). При этом руководство предприятия заявило о планах производить 6,5 млн доз «ЭпиВакКороны» в месяц (1,5 млн в ампулах и 5 млн в шприцах), а к концу 2021 года увеличить выпуск до 10 млн доз в месяц.
На июнь 2021 года производство вакцины велось также на санкт-петербургском предприятии «Герофарм». 8 августа генеральный директор «Герофарм» Пётр Родионов заявил, что в августе ими будет выпущено в гражданский оборот 500 тыс. доз, с осени 2021 года будет выпускаться 5 млн доз в месяц, а в 2022 году на предприятии планируется заменить синтетические пептиды на полностью идентичные биотехнологические. Кроме того, «Герофарм» с конца 2020 года выпускал и поставлял белок-носитель другим производителям «ЭпиВакКороны»: и центру «Вектор» (согласно данным госзакупок — на сумму 555 млн рублей), и АО «Вектор-БиАльгам».
К 16 июня на обоих предприятиях было выпущено в общей сложности почти 3,2 млн доз; к 4 ноября произведено почти 12,5 млн доз, из которых 9,2 млн введено в гражданский оборот. Всего за 2021 год было произведено 12,9 млн доз «ЭпиВакКороны». По данным аналитической компании «RNC Pharma», 42 % из них произвёл «Вектор-БиАльгам», 35 % — сам центр «Вектор», а около 23 % — «Герофарм». Официальная цена одной дозы, по данным «Известий», составляла 421 руб. 01 коп..
Последние партии были поставлены в регионы в конце ноября — начале декабря. В начале 2022 года производство, закупки и распределение вакцины были приостановлены Минздравом в связи с её избытками на складах. По данным «RNC Pharma» и Росздравнадзора, в 2022 году не было выпущено ни одной партии «ЭпиВакКороны». 22 мая 2022 года заместитель директора по научной работе ЦНИИ Эпидемиологии Роспотребнадзора Александр Горелов подтвердил, что производство «ЭпиВакКороны» приостановлено в связи с отсутствием заявок от субъектов РФ (наряду с вакциной «КовиВак»). 18 июля компания «Герофарм», выпускавшая «ЭпиВакКорону», сообщила, что вакциной больше не занимается и новых договоров на её производство не запланировано.
В то же время, по мнению директора маркетингового агентства «DSM Group», специализирующегося на исследованиях фармацевтического рынка, Сергея Шуляка, прекращение поставок «ЭпиВакКороны» может быть обусловлено тем, что она проиграла «Спутнику V» и оказалась не востребована.

#### Судебные разбирательства
Компания «Герофарм» начиная с 2020 года была индустриальным партнёром разработчика вакцины — центра «Вектор», производя в 2021 году ключевой компонент «ЭпиВакКороны» — белок-носитель. Однако летом 2021 года «Герофарм» стал производить и пептидные компоненты «ЭпиВакКороны», таким образом осуществляя полный производственный цикл. 22 июля 2022 года АО «Вектор-БиАльгам» подало иск к «Герофарму», в котором заявило, что с июня 2021 года «Герофарм» поставлял ему белок-носитель, который оказался частично некачественным, и потребовал возместить убытки на сумму 260 млн рублей. При этом генеральный директор «Вектор-Биальгам» Леонид Никулин заявил, что партия некачественного компонента была возвращена поставщику и не сказалась на качестве выпускаемой вакцины. В феврале 2023 года по требованию АО «Вектор-Биальгам» суд был переведён в закрытый режим. В марте 2023 года истец отозвал заявление, производство по делу было прекращено. Был ли урегулирован спор между сторонами — неизвестно.

### Версия вакцины «ЭпиВакКорона-Н» («Aurora-CoV»)
Новая версия вакцины «ЭпиВакКорона-Н», как и её первая версия «ЭпиВакКорона», создана на основе пептидных антигенов. Буква «Н» в названии означает «новая», а также отсылает к Новосибирску, где расположен центр «Вектор». Новая вакцина также представляет собой суспензию для внутримышечного введения, которая вводится трёхкратно (с интервалами 21 и 60 дней между дозами).
По данным «Вектора», новая версия отличается от предыдущей несущественно (технологическими особенностями производства) и нужна для целей ускорения её выпуска. В этой вакцине два из трёх пептидных ангтигенов соединены в один, поскольку это облегчает их синтез. Начиная с 2022 года, пептиды в «ЭпиВакКороне-Н» должны были производиться путём биосинтеза в E. coli, а не методом химического синтеза, как раньше. За биосинтез пептидов, как и за биосинтез химерного белка-носителя, отвечала компания «Герофарм». В новой версии вакцины действующими веществами являются:
- Первый пептид 454CRLFRKSNLKPFERDISTEIYQAGS477 — такой же, как в предыдущей версии «ЭпиВакКороны»;
- Второй пептид 1181CKEIDRLNEVAKNLNESLIDLQELGKYEQYIK1211 соответствует участку шиповидного белка, в котором соединены неперекрывающиеся части пептидов 2 и 3 «ЭпиВакКороны».

Таким образом, вместо перекрывающихся коротких пептидов в новой версии «ЭпиВакКорона-Н» использован длинный пептид, который включает в себя пептиды 2 и 3 старой версии вакцины «ЭпиВакКорона». Принцип действия вакцины не изменён.
Этический комитет Минздрава одобрил исследование новой вакцины «ЭпиВакКорона-Н» в марте 2021 года. В реестре разрешений на проведение клинических исследований вакцина зарегистрирована 8 апреля 2021 года. Согласно реестру, I и II фаза клинических испытаний новой вакцины проводились с 8 апреля по 30 ноября 2021 года, в испытаниях приняли участие 300 добровольцев в возрасте от 18 до 60 лет. Испытания проходили в ФГБУЗ «Медсанчасть № 163» в пос. Кольцово, в котором расположен и сам «Вектор». 11 февраля 2022 года центр «Вектор» сообщил, что I и II фаза клинических исследований «ЭпиВакКороны-Н» подтвердили «высокий профиль безопасности» вакцины и отсутствие аллергических реакций, а также заявил, что спустя шесть месяцев антитела сохраняются у 81 % получивших две дозы и у 98 % получивших три дозы вакцины (вторая доза вводилась через 21 день, а третья — через 60 дней).
Документы на регистрацию вакцины были поданы 28 июня 2021 года. 26 августа вакцина «ЭпиВакКорона-Н» была зарегистрирована Минздравом РФ (регистрационное удостоверение № ЛП-007326).
5 июля 2021 года Роспатент зарегистрировал товарный знак «Aurora-CoV», под которым предполагается выпускать вакцину «ЭпиВакКорона-Н».
17 декабря 2021 года первую серию вакцины «ЭпиВакКорона-Н» выпустили в гражданский оборот. В «Векторе» заявили, что эта партия предназначена для исследований третьей фазы. Однако в феврале 2022 года также появилось сообщение о том, что в гражданский оборот к февралю 2022 года было введено уже более 470 000 доз вакцины «ЭпиВакКорона-Н». Кроме того, центр «Вектор» получил разрешение Минздрава РФ на проведение испытаний III фазы на пожилых старше 60 лет. Испытания «ЭпиВакКороны-Н» в этой возрастной группе начались в марте 2022 года. В них принимают участие 300 человек и они продлятся 42 дня, однако наблюдение за участниками испытаний продолжится в течение шести месяцев после вакцинации. Окончить испытания предполагалось в декабре 2022 года.

## Результаты и публикация исследований «Вектора» и Роспотребнадзора
Согласно заявлениям разработчиков, сделанным 5 августа 2021 года, по результатам третьей фазы клинических испытаний, в которых участвовало около 3000 человек, было показано, что антитела IgG к антигенам «ЭпиВакКороны» были найдены у 79 % привитых добровольцев и 11,6 % человек из группы плацебо. Эта цифра существенно ниже той, которая озвучивалась ранее для групп с меньшим числом участников. Так, 4 апреля 2021 года руководитель научно-исследовательского института вирусных инфекций «Вектор» Александр Семёнов сообщал, что у привитых «ЭпиВакКороной» антитела вырабатываются в 94 % случаев. Ещё ранее Роспотребнадзор заявлял, что по результатам двух фаз клинических исследований иммунологическая эффективность (образование антител) вакцины «ЭпиВакКорона» составила 100 %.
Упомянутый вывод о 100-процентной иммунологической эффективности, который не подтвердился в третьей фазе испытаний, был опубликован разработчиками вакцины в статье в журнале «Инфекция и иммунитет». Импакт-фактор (показатель цитируемости) данного журнала составляет всего 0,676. При этом в той же статье авторы сообщили, что количество набранных волонтёров и количество лабораторно подтверждённых случаев COVID-19 было недостаточно, чтобы делать выводы об эффективности вакцины. Директор Научно-клинического центра прецизионной и регенеративной медицины ИФМиБ КФУ, доктор биологических наук, профессор Альберт Ризванов считает, что для вакцины, принцип работы которой неочевиден, одной публикации в малоизвестном российском журнале было недостаточно с точки зрения доказательной медицины.
Кроме того, разработчики заявляли, что вакцина может быть эффективна против различных штаммов SARS-CoV-2 (утверждалось, что сыворотки привитых «ЭпиВакКороной» смогли нейтрализовать как обычный, так и британский штамм коронавируса), а также подходит для повторной вакцинации.
На июль 2021 года научные публикации, показывающие выработку узко-специализированных антител у вакцинированных, а также публикации, демонстрирующие эффективность против различных штаммов коронавируса, отсутствовали.
21 мая 2021 года в препринте ЦНИИ эпидемиологии Роспотребнадзора были опубликованы данные, согласно которым с декабря 2020 года по май 2021 года были вакцинированы 1736 человек. Из них 807, являющиеся сотрудниками Роспотребнадзора и прошедшие полный курс вакцинации, были подвергнуты расширенному наблюдению, по результатам которого из этих 807 человек заболели 37 и умерли двое. Таким образом, частота развития COVID-19 у вакцинированных составила 4,6 %. По оценкам авторов работы, 95,8 % вакцинируемых не заболели даже при наличии контакта с источником инфекции. При этом в данном исследовании отсутствовала контрольная группа, по сравнению с которой можно было бы достоверно оценивать эффективность вакцины. Для сравнения, при клинических испытаниях вакцины «Спутник V» заболевание было выявлено только у 16 человек из почти 15 тысяч участников в группе вакцины (не плацебо), что составляет 0,1 %. Также известно, что за год в России переболело около 5 % населения, а в Москве, по оценкам математика Сергея Шпилькина, среди не вакцинированных жителей переболело 3,9 % (против 4,6 % вакцинированных в исследовании). Доктор биологических наук, профессор Сколтеха и Ратгерского университета, заведующий лабораториями в Институте молекулярной генетики РАН и Институте биологии гена РАН Константин Северинов считает, судя по данным препринта, что вакцина, похоже, неспособна предохранить от заражения. Аналогичные оценки данным из препринта Роспотребнадзора (что уровень заболеваемости среди привитых «ЭпиВакКороной» сотрудников выше средней заболеваемости по России) дали профессор-вирусолог Анатолий Альтштейн и молекулярный биолог Ольга Матвеева.
3 августа 2021 года неназванный источник в «Векторе» заявил, что по обобщённым статистическим данным из реестра вакцинированных Минздрава среди тех, кто в рамках вакцинации населения в России прошёл полный курс вакцинации «ЭпиВакКороной», заболело коронавирусом 0,59 % (для сравнения, 0,66 % для «Спутника V» и 0,27 % для «КовиВака»). Также было заявлено, что среди тех, кто получил хотя бы одну дозу «ЭпиВакКороны», процент заболевших составил 1,3 % (для сравнения, 0,79 % для «Спутника V» и 0,93 % для «КовиВака»). 3 сентября 2021 года заместитель директора «Вектора» Татьяна Непомнящих также заявила, что согласно реестру Минздрава, среди полностью вакцинированных «ЭпиВакКороной», которых на тот момент было более миллиона человек, коронавирусом заболевают менее 1 %. Эти заявления существенно расходятся с данными, опубликованными в независимых исследованиях нескольких организаций (описаны ниже).
Результаты III фазы были опубликованы 18 мая 2023 года в рецензируемом научном журнале «Vaccines». В статье заявляется, что профилактическая эффективность «ЭпиВакКороны» против COVID-19 после завершения курса вакцинации составляет 82,5 % (для лиц в возрасте 51—60 лет — 74,1 %).

## Независимые исследования эффективности
Данные, полученные в ходе нескольких независимых исследований, проведённых в России в 2021 и 2022 годах, показывают, что «ЭпиВакКорона» не обладает защитной эффективностью против коронавирусной инфекции, а также не предохраняет от поражения лёгких в случае заболевания. Три из этих исследований опубликованы в рецензируемых научных журналах.
Исследования группы «Граис». Ряд испытаний эффективности «ЭпиВакКороны» были проведены участниками третьей фазы клинических испытаний этой вакцины, позже создавшими инициативную группу «Граис» («Гражданские исследователи»). К исследованиям привлекались специалисты и независимые лаборатории. 18 января 2021 года участники в открытом письме Минздраву, Роспотребнадзору и «Вектору» заявили, что выработка антител после вакцинации «ЭпиВакКороной» ниже заявленной: у более чем 50 % участников испытаний антитела не образуются, а у остальных количество образовавшихся антител незначительное. При этом добровольцы утверждают, что отрицательные результаты получены при использовании разработанной и рекомендованной «Вектором» тест-системы.
23 марта 2021 года участниками «Граис» были опубликованы результаты новых исследований, проведённых в независимых российских лабораториях, согласно которым даже с помощью тест-системы «Вектора» антитела выявлялись только у 70—75 % привитых «ЭпиВакКороной», а по результатам других тестов других производителей вирус-нейтрализующие антитела не были обнаружены вовсе. Участники заявили, что ни один из образцов плазмы, взятых у пациентов, вакцинированных «ЭпиВакКороной», не смог нейтрализовать живой вирус SARS-CoV-2. Реакцию нейтрализации проводил доктор биологических наук, профессор-вирусолог, бывший сотрудник научного центра «Вектор» Александр Чепурнов, пробы которому были направлены в обезличенном виде. Участники заявили, что такие же результаты были получены и в других лабораториях. В публикации от имени участников также были высказаны ожидания, что соотношение тех, у кого не было обнаружено антител, к тем, у кого они обнаружились, при малой выборке в 116 человек будет примерно таким же, как и при большой выборке в 3000 испытуемых, однако ожидания не оправдались. Среди тех, кто был вакцинирован «ЭпиВакКороной», были заболевшие COVID-19, в том числе в тяжёлой форме с поражением лёгких. По мнению вирусолога Анатолия Альтштейна, это исследование является достаточным доказательством того, что «ЭпиВакКорона» неспособна защищать от коронавирусной инфекции.
Данные комитета по здравоохранению Санкт-Петербурга. 3 августа 2021 года Комитет по здравоохранению Санкт-Петербурга предоставил данные о числе заболевших после иммунизации разными видами вакцин. Согласно этим данным, в Санкт-Петербурге среди полностью привитых «ЭпиВакКороной» заболели коронавирусом 6,07 % (988 из 16 269 человек), в то время как после «Спутника V» — только 1,64 %, а после «КовиВака» — 0,89 %. В некоторых других регионах данная статистика отличается, однако сравнение цифр затруднено из-за большой разницы в числе привитых и их возрастном составе.
Исследование институтов ЕУСПб и МИБС (2021). 24 января 2022 года было опубликовано в качестве препринта независимое научное исследование, выполненное в октябре 2021 года учёными Института междисциплинарных медицинских исследований Европейского университета в Санкт-Петербурге (ЕУСПб) в соавторстве с Медицинским институтом им. Березина (МИБС). Исследование было выполнено на основании данных по двум группам пациентов (1198 с подтвержденной коронавирусной инфекцией и 2747 из контрольной группы) и сравнивало эффективность трёх российских вакцин. Результаты исследования свидетельствуют об отсутствии у «ЭпиВакКороны» защитной эффективности против «дельта-штамма» заболевания: «Спутник V» показал эффективность 58 %, «Спутник Лайт» — 50 %, «КовиВак» — 38 %, а «ЭпиВакКорона» — минус 40 % (доверительный интервал от −191 до 33 %). Расчёт производился по формуле ВОЗ, однако уточняется, что из-за невозможности выявления бессимптомных больных расчёты эффективности немного занижены. По словам авторов исследования, отрицательная эффективность «ЭпиВакКороны» говорит о том, что риск заболевания среди вакцинированных данной вакциной выше, чем у невакцинированных никакой, включая уже переболевших. Исследование вызвало широкий резонанс в СМИ. Создатели «ЭпиВакКороны» сочли выводы об отрицательной эффективности вакцины преждевременными, ссылаясь на малый размер выборки и то, что «ЭпиВакКорона» чаще других вакцин использовалась для пожилых и болезненных пациентов, которые более склонны к тяжёлой форме заболевания. Тем не менее, в октябре 2022 года данное исследование было опубликовано в рецензируемом научном журнале «BMC Public Health», при этом выборка была увеличена до 1254 заболевших, а окончательная оценка эффективности «ЭпиВакКороны» снизилась ещё больше — до минус 58 % (доверительный интервал от −225 до 23 %).
Исследование Sendai Viralytics и Meduza. Схожие результаты об отрицательной эффективности «ЭпиВакКороны» были получены и в другом аналитическом исследовании, которое было опубликовано в качестве препринта на научном портале «ResearchGate», а затем в рецензируемом научном журнале «Vaccines». Исследование выполнено на основе базы данных о заболеваемости, собранных департаментом здравоохранения Москвы летом 2021 года. Анализ данных выявил отрицательную эффективность «ЭпиВакКороны», которая составила минус 16 % в возрастной группе от 18 до 50 лет и ещё ниже — минус 58 % — для группы старше 50 лет (при этом вероятность ошибочной интерпретации данных для группы старше 50 лет составила менее 5 %). В этом же исследовании показана высокая эффективность вакцины «Спутник V».
Исследование институтов ЕУСПб и МИБС (2022). В мае 2022 года учёные Европейского университета в Санкт-Петербурге (ЕУСПб) и Медицинского института им. Березина (МИБС) опубликовали ещё одно исследование с результатами оценки эффективности вакцин против поражения лёгких среди заболевших штаммами «дельта» и «омикрон». Согласно данным наблюдательного исследования, эффективность «ЭпиВакКороны» против поражения лёгких составила всего 2 % (для сравнения, для трёх доз «Спутника V» она равна 71 %, для «КовиВака» — 46 %). Те или иные поражения лёгких были обнаружены у 67 % полностью привитых «ЭпиВакКороной», что близко к показателю для непривитых. По словам одного из авторов исследования, кандидата медицинских наук Антона Барчука, полученный показатель 2 % статистически незначим, то есть неотличим от полного отсутствия эффективности «ЭпиВакКороны». В октябре 2022 года исследование было опубликовано в рецензируемом научном журнале «Respiratory Research». Достоверность показателя 2 % на фоне эффективности других вакцин была подтверждена российским организатором здравоохранения, доктором медицинских наук, главным врачом ГБУ ГКБ № 15 города Москвы Валерием Вечорко.

## Критика
«ЭпиВакКорона» подвергается критике за недоказанную эпидемиологическую эффективность (способность защищать от болезни) на фоне наличия независимых исследований, доказывающих отсутствие у данной вакцины защиты от коронавируса. Критикуется использование «ЭпиВакКороны» в гражданском обороте до получения научно обоснованных доказательств её эффективности, а также возможный конфликт интересов у лиц, участвовавших в её разработке и внедрении. В связи с этим, вакцина получила негативные отзывы ряда специалистов, а также стала объектом гражданских и журналистских расследований.

### Мнения специалистов об эффективности «ЭпиВакКороны»
Эффективность вакцины подвергается критике рядом специалистов.
«Это вообще не вакцина. Это несчастье, потому что она не эффективна. Она сделана так, что никакого иммунитета вакцина не вырабатывает». «Её нужно было сразу запретить и не выпускать... Надеюсь, её отправят на помойку».
Доктор медицинских наук, профессор НИЦ эпидемиологии и микробиологии им. Гамалеи (центра, создавшего вакцину «Спутник V»), вирусолог Анатолий Альтштейн считает, что «ЭпиВакКорона» не вызывает образование антител, которые могут защищать от вируса, что, по его мнению, является «совершенно доказанным» фактом. Учёный считает, что регистрация вакцины и даже запуск третьей фазы клинических испытаний были ошибкой, так как в отсутствие антител к S-белку коронавируса (нейтрализующих антител) вакцина не может быть эффективна. В феврале 2022 года учёный выразил мнение, что заключения, опубликованные после испытаний «ЭпиВакКороны», были ложными, а сторонние эксперты позже доказали неэффективность этой вакцины.
«„ЭпивакКорону“ я считаю в целом бесполезной, она не даёт защиту, после неё в организме не вырабатываются защитные антитела».
Схожее мнение высказал доктор биологических наук, заведующий лабораторией пролиферации клеток Института молекулярной биологии имени В. А. Энгельгардта, член-корреспондент РАН Пётр Чумаков: «„ЭпивакКорону“ я считаю в целом бесполезной, она не даёт защиту, после неё в организме не вырабатываются защитные антитела». Учёный отметил, что, несмотря на заявления создателей «ЭпиВакКороны», на октябрь 2021 года нет никаких данных, подтверждающих работоспособность этой вакцины, а независимые исследования показывают, что она не работает.
Руководитель научного центра молекулярно-генетических исследований «ДНКОМ» Андрей Исаев также обращает внимание, что после прививки «ЭпиВакКороной» вирус-нейтрализующие антитела не обнаруживаются (в феврале 2021 года Исаев заявил, что у военных, привитых «ЭпиВакКороной», антитела не выявлялись ни одним из пяти реагентов разных производителей).
«Про „ЭпиВакКорону“, по-моему, уже все поняли, что это не вакцина». «Пока нет никаких данных, говорящих о том, что эта вакцина обладает хоть какой-то эффективностью... Думаю, эту лавочку нужно просто прикрывать».
Доктор биологических наук, профессор-вирусолог, бывший сотрудник научного центра «Вектор», ныне ведущий научный сотрудник НИИ фундаментальной и клинической иммунологии Александр Чепурнов заявил, что скептически относится к вакцине «Вектора», поскольку она построена на пептидах, иммуногенность которых необходимо повышать различными добавками. Позже Чепурнов отметил, что на ноябрь 2021 года какие-либо данные, говорящие об эффективности вакцин «ЭпиВакКорона» и «ЭпиВакКорона-Н», отсутствуют.
Сомнения в эффективности вакцины также высказывала молекулярный биолог и основатель биотехнологической компании Sendai Viralytics (Массачусетс, США) Ольга Матвеева. Она называет ЭпиВакКорону «пустышкой» и выражает сомнения в возможности корректной оценки эффективности вакцины по результатам 3 фазы испытаний, в которой участвуют лишь 3000 человек (для сравнения, в клинических испытаниях вакцины Спутник-V участвовали 21 977 человек, в испытаниях вакцины «Pfizer» — 43 998 человек). Учёная также сомневается в правильности выбора пептидов для вакцины. По её мнению, данные ряда научных статей указывают на то, что соответствующие пептидам фрагменты шиповидного белка не видны иммунной системе человека. Поэтому, по её мнению, пептиды в составе вакцины не могут вызвать производство антител, способных обеспечить эффективную противовирусную защиту (подробнее проблема выбора пептидов для вакцины «ЭпиВакКорона» описана в статье журнала «Биомолекула»). В интервью журналу «Science» Ольга Матвеева выразила мнение, что весной 2020 года, когда разработчики в «Векторе» выбирали пептиды для вакцины, было недостаточно информации о вирусе и наиболее подходящих фрагментах шиповидного белка, которые по замыслу разработчиков должны распознаваться иммунной системой и запускать эффективную противовирусную защиту (в том же интервью Сара Кэдди из Кембриджского института терапевтической иммунологии и инфекционных заболеваний пояснила, что отбор пептидов является «решающим» для этого типа вакцин). Всё сказанное, по мнению Ольги Матвеевой, относится и к новой версии вакцины «ЭпиВакКорона-Н», так как в ней используются те же самые пептиды.
Кандидат биологических наук, научный сотрудник Университета Миннесоты и Новосибирского государственного университета Маргарита Романенко, ранее работавшая в «Векторе», также сомневается в правильности выбора пептидов. Она считает, что пептиды, выбранные разработчиками для вакцины, расположены в третичной структуре белка таким образом, что к ним антитела не могут подобраться. Иными словами, антитела, выработанные на пептиды вакцины, не могут взаимодействовать с вирусным шиповидным белком и нейтрализовать вирус: «Это неработающая вакцина, она не может работать по молекулярно-биологическим принципам. Если авторы разработки хотят это доказать, нужны публикации».
Директор Научно-клинического центра прецизионной и регенеративной медицины ИФМиБ КФУ, доктор биологических наук, профессор Альберт Ризванов также считает, что поскольку в качестве пептидов для вакцины были выбраны не поверхностные участки шиповидного белка вируса, то антитела, вырабатываемые в ответ на неё, не могут быть нейтрализующими; не подтвердилась на практике и выработка клеточного иммунитета.
«Я бы пока не торопился называть этот пептидный препарат вакциной, потому что его эффективность пока что не доказана».
Доктор биологических наук, зам. директора по науке отдела вакцин FDA (США), директор Центра Глобальной вирусологической сети, адъюнкт-профессор Университета Джорджа Вашингтона, советник ВОЗ Константин Чумаков заявил, что не стал бы называть пептидный препарат «ЭпиВакКорона» вакциной, так как его эффективность ещё не доказана. По его словам, поскольку опыт успешного применения пептидных вакцин на сегодня отсутствует, то для использования такой вакцины уровень доказывания её эффективности должен быть намного выше, чем в случае с традиционными вакцинами: сначала должны быть проведены клинические испытания и показано, что вакцина действительно защищает от болезни. До этого момента, по мнению учёного, препарат можно считать лишь исследовательской разработкой.
«Опираться на то, что эта вакцина имеет доказанный защитный эффект, не приходится».
Доктор биологических наук, профессор, член-корреспондент РАН, заведующий лабораторией биотехнологии и вирусологии Факультета естественных наук Новосибирского государственного университета Сергей Нетёсов считает, что в силу отсутствия опубликованных результатов третьей фазы испытаний «ЭпиВакКороны», а также низкой авторитетности журналов, в которых публиковались результаты первых двух фаз «опираться на то, что эта вакцина имеет доказанный защитный эффект, не приходится».
Профессор Школы системной биологии Университета Джорджа Мейсона Анча Баранова считает вакцину малоэффективной, особо отмечая слабый иммунный ответ на эту вакцину у пожилых. По её мнению, «в условиях серьёзной пандемии неэтично давать людям вакцину с таким количеством вопросов. На данный момент неясно, защищает ли она от коронавируса в реальных популяциях».
Кандидат медицинских наук, доцент Сеченовского университета Антон Родионов в июле 2021 года также заявил, что данные наблюдений, имеющиеся до публикации официальных результатов исследований, указывают, что «ЭпиВакКорона» вызывает «довольно слабый» иммунный ответ, и вызывают вопросы у всех коллег.

### Мнение специалистов о тест-системе «Вектора»
Как отмечено выше, антитела, образующиеся в ходе вакцинации «ЭпиВакКороной», определяет только тест-система разработки самого «Вектора» («SARS-CoV-2-IgG-Вектор»). При этом данная тест-система не имеет прозрачности — неизвестно, антитела на какой именно белок она выявляет. Полный состав антигенов в этой системе и то, какие именно антитела выявляет его тест-система, «Вектором» не разглашается, доступ к тест-системе не предоставляется.
По мнению ряда специалистов, может иметь место ситуация, при которой тест-система «Вектора» будет подтверждать, что человек привился «ЭпиВакКороной», но не позволит понять, могут ли какие-либо из выявленных антител взаимодействовать с главным иммуногеном коронавируса — нативным вирусным S-белком, то есть обеспечивать противовирусную защиту.
Так, по словам молекулярного биолога, научного сотрудника МГУ Сергея Харитонова, если бы после «ЭпиВакКороны» образовывались нейтрализующие антитела, они бы выявлялись любым тестом, их обнаружение только специальным тестом вызывает серьёзные подозрения. По мнению руководителя лаборатории геномной инженерии МФТИ Павла Волчкова, ввиду отсутствия публикаций о тест-системе состоятельность тестирования не была доказана.
Нуклеокапсидный (N) белок находится внутри вириона коронавируса, поэтому антитела к нему не могут нейтрализовать инфекционный вирус. Кроме того, не все части макромолекулы S-белка живого вируса «видны» иммунной системе человека. Если в тест-системе на антитела в качестве антигена используется N-белок или фрагменты S-белка, не «видимые» иммунной системе, то такой тест может выявлять нецелевые антитела, неспособные взаимодействовать с вирусом и обеспечивать противовирусную защиту.
На проблему неизвестных антигенов в тест-системе «Вектора» обратил внимание доктор медицинских наук, руководитель отдела общей вирусологии и лаборатории молекулярной биологии вирусов Центра Чумакова Георгий Игнатьев: «Если „Вектор“ использует в качестве иммуносорбента в своей тест-системе те же самые пептиды, которые входят в их вакцину, — они иммунизируют этими пептидами, я предполагаю, что с каким-то усилением, и какие-то антитела на то, что присутствует в вакцине, образуются. И вот это нечто, что образуется в ходе иммунизации „ЭпиВакКороной“, безусловно, будет связываться с теми условными антигенами, которые находятся у них в качестве иммуносорбента в тест-системе. Остаётся вопрос, будут ли связываться эти антитела с реальными вирусными белками».
Похожий тезис в отношении антигенов вакцины и тестов для их определения выдвинул член-корреспондент РАН Сергей Нетёсов, заявив, что разработчики вакцины «свою линейку проверяют своей же линейкой». По его мнению, ответа на вопрос, насколько силён защитный эффект вакцины, пока нет, так как не опубликованы результаты третьей фазы клинических испытаний, а результаты первых двух фаз неубедительны.
На июль 2021 года «Вектором» не было опубликовано ни одной научной работы, которая бы доказывала, что его тест-система выявляет именно те антитела, которые способны нейтрализовать живой коронавирус, а не другие (нецелевые) антитела.

### Ввод в гражданский оборот до завершения испытаний
Ольга Матвеева отмечала, что вакцина была введена в гражданский оборот (была начата вакцинация ею населения) с 11 декабря 2020 года — до публикации результатов I и II фазы клинических исследований и почти одновременно с началом их III фазы, то есть до получения каких-либо даже предварительных данных о её эффективности. При этом, как отмечено выше, опыт широкого применения пептидных вакцин в мировой медицине отсутствует, в связи с чем уровень доказывания эффективности «ЭпиВакКороны» должен быть намного выше, чем в случае с традиционными вакцинами.
Константин Чумаков считает абсолютно недопустимым, что препарат, разработанный по новой пептидной технологии, которая не имеет опыта успешного применения, был выпущен в оборот на уровне исследовательской разработки — до завершения всех фаз испытаний и получения доказательств, что вакцина действительно защищает от коронавируса.
«Неработающая вакцина — это опаснее, чем отсутствие вакцины. Потому что люди, получившие такую вакцину, могут начать вести себя как вакцинированные».
Константин Северинов также называет недопустимой ситуацию, когда «ЭпиВакКорона» находится в гражданском обороте, в то время как какие-либо данные об эффективности вакцины отсутствуют. По его мнению, неработающая вакцина опаснее, чем отсутствие вакцины, поскольку люди, получившие такую вакцину, могут начать вести себя как вакцинированные, полагая, что устойчивы к заболеванию (такое мнение разделяет и вышеупомянутая Ольга Матвеева). В то же время Северинов считает, что «ЭпиВакКорона» гарантированно безопаснее других вакцин, так как не содержит возбудителей инфекции.
Анатолий Альтштейн считает, что тем, кто привился «ЭпиВакКороной», следует повторно вакцинироваться другой вакциной. Люди, привитые «ЭпиВакКороной», будут заболевать и умирать так же, как непривитые, в связи с чем использование этой вакцины, по мнению учёного, должно быть остановлено до проведения необходимой проверки (в противном случае миллионы прививок «ЭпиВакКороной» будут означать тысячи смертей, которые можно было предотвратить).
Кандидат биологических наук, член президиума Федерации лабораторной медицины РФ Евгений Печковский считает применение «ЭпиВакКороны» одной из главных угроз кампании по вакцинации населения в России, поскольку прививка неэффективной вакциной может только усугубить ситуацию. Учёный также сообщил, что в условиях обязательной вакцинации, введённой в ряде отраслей и регионов, «ЭпиВакКорона» становится выбором «антипрививочников», которых интересует не защитный эффект вакцины, а отсутствие побочных эффектов, а прививка делается только ради получения сертификата о прохождении вакцинации.
«По данным гражданских исследований, „ЭпиВакКорона“ не даёт защитных антител от SARS-CoV-2, а привитые ею заболевают так же часто, как и непривитые».
Доктор биологических наук, профессор МГУ, вирусолог Алексей Аграновский в январе 2022 года назвал использование «ЭпиВакКороны», не имеющей доказанной эффективности, «негодной практикой». Учёный высказал мнение, что отзыв лицензии на «ЭпиВакКорону» маловероятен из-за «защиты чести мундира» и того, что она находится «под существенной административной защитой», однако, по его мнению, необходимо прекратить массовое применение данной вакцины «по-тихому», и это в скором времени произойдёт.

### Открытые письма участников клинических испытаний
18 января 2021 года участники третьей фазы клинических испытаний обратились к Министерству здравоохранения РФ, Роспотребнадзору и «Вектору» с открытым письмом, утверждая, что, по их данным, выработка антител после вакцинации «ЭпиВакКороной» ниже заявленной. В письме участники заявили о морально-этической дилемме получателей плацебо: по условиям программы привитые как вакциной (75 % участников), так и плацебо (25 % участников) не могут привиться другой вакциной в течение 180 дней, подвергая окружающих неоправданному риску. Участники просили сократить срок до 42 дней и затем «расслепить» участников (указать, кто из них получил вакцину, а кто плацебо).
23 марта 2021 года участниками были опубликованы результаты новых исследований в независимых российских лабораториях, согласно которым вакцинация «ЭпиВакКороной» не даёт ни ожидаемой иммунологической, ни эпидемиологической эффективности (данные группы «Граис» приведены выше). Участники также выразили беспокойство прямой связью между разработчиком вакцины («Вектор») и контролирующим вакцинацию органом («Роспотребнадзор»). В связи с этим участники направили в адрес Минздрава второе открытое письмо с просьбой о независимой и открытой проверке эффективности вакцины. Письмо было опубликовано на сайте Общества специалистов доказательной медицины (ОСДМ).
27 июля 2021 года участники испытаний вакцины в своём третьем открытом письме попросили государственные ведомства и «Вектор» предоставить общественности промежуточные результаты третьей фазы клинических испытаний «ЭпиВакКороны», а в случае невозможности остановить вакцинацию этим препаратом до появления доказательств его эффективности. Депутат Мосгордумы от КПРФ Павел Тарасов поддержал данное обращение, направив в инстанции депутатские запросы. 2 сентября Роспотребнадзор в своём ответе на открытое письмо не предоставил промежуточные результаты III и IV фаз испытаний (указав, что они завершаются и проходят независимый аудит), в то же время сообщив, что вакцинация «ЭпиВакКороной» до завершения испытаний проводится в установленном законом порядке.
Публикация открытых писем участников и высказанное в них требование независимой проверки вакцины привлекли к себе внимание международной научной и журналистской общественности, а также неоднократно освещалось российскими СМИ.

### Конфликт интересов
Кандидат биологических наук, научный сотрудник Института химической биологии и фундаментальной медицины Сибирского отделения РАН Сергей Седых отмечает, что заявления об эффективности вакцины исходят только от её разработчиков и аффилированных с ними лиц.
Так, по данным СМИ, Роспотребнадзор должен выступать в роли независимого органа, контролирующего вакцинацию в России, при этом контроль вакцин он осуществляет силами своего подразделения — научного центра «Вектор». Однако в случае с «ЭпиВакКороной», «Вектор» сам является разработчиком вакцины (причём в числе авторов патента на вакцину числится и директор «Вектора»). В такой ситуации независимая оценка эффективности вакцины отсутствует: «Вектор» и его руководство контролируют сами себя, а проверка вакцины в других организациях, не зависящих от Роспотребнадзора и «Вектора», не была предусмотрена.
В то же время, глава Роспотребнадзора Анна Попова имеет должность главного санитарного врача РФ, в её обязанности также входит контроль применения вакцин, в том числе и «ЭпиВакКороны». Однако Попова является одним из авторов патента на «ЭпиВакКорону» (также она перечислена в списке авторов патента и на новую версию вакцины «ЭпиВакКорона-Н»). Таким образом, тот факт, что руководитель Роспотребнадзора является автором патента на вакцину, которую должна контролировать в силу своих служебных обязанностей, указывает на явный конфликт интересов. В свою очередь, общественный деятель Михаил Ходорковский утверждает, что поскольку Попова не является сотрудником «Вектора» (правообладателя патента), она может иметь право на получение значительных денежных вознаграждений за отчуждение «Вектору» своего права на патент (при этом неизвестно, имели ли место такие вознаграждения в действительности). По его мнению, это является основанием для раскрытия информации о выгодоприобретателях патента и размера выплаченных по нему вознаграждений. 7 декабря 2021 года представители «Вектора» заявили изданию «РИА Новости», что вознаграждение авторам патента не выплачивалось. Первый вице-спикер Госдумы Александр Жуков после проведения проверки по запросу депутата Николая Коломейцева заявил об отсутствии договора об авторских вознаграждениях разработчикам «ЭпиВакКороны», добавив, что разрешение на применение вакцин даёт Росздравнадзор.
Помимо этого, российский журнал «Инфекция и иммунитет», в котором были опубликованы результаты исследования «ЭпиВакКороны», также входит в структуры Роспотребнадзора и подконтролен ему. Константин Северинов отмечает, что это также указывает на возможный конфликт интересов, а Михаил Ходорковский в связи с этим обращает внимание, что у научных статей «Вектора» отсутствует независимое рецензирование.
По данным журналистских расследований, 707 млн рублей на производство вакцины без конкурса получила компания «ЭпиВак», зарегистрированная по адресу квартиры в жилом доме и принадлежащая одному из авторов патентов на «ЭпиВакКорону» — Евгению Рыжикову, сыну Александра Рыжикова.
18 мая 2023 года приказом руководителя Роспотребнадзора Анны Поповой был уволен генеральный директор ГНЦ ВБ «Вектор», доктор биологических наук Ринат Максютов. Основанием для увольнения в приказе указаны нарушение закона «О противодействии коррупции», «непринятие мер по урегулированию и предотвращению конфликта интересов» и «утрата доверия». Максютов являлся одним из авторов «ЭпиВакКороны» и патентов на неё, при этом из сотрудников «Вектора» именно он озвучивал данные о низкой эффективности «ЭпиВакКороны». «Известия» со ссылкой на источник и ряд экспертов сообщают, что одной из главных причин увольнения мог стать неудачный опыт создания «ЭпиВакКороны» и репутационные потери, которые из-за этого понёс «Вектор». В то же время Анатолий Альтштейн назвал Максютова квалифицированным специалистом, а его увольнение — «научной политикой», а экономист Сергей Алексашенко — «увольнением стрелочника». В защиту Максютова высказались более 400 сотрудников «Вектора», направив письма Путину и Мишустину. Максютов пытался оспорить своё увольнение в суде, однако ему было отказано.

### Журналистские расследования
В связи с подозрениями в неэффективности, в том числе из-за открытых писем участников клинических испытаний, а также в наличии конфликта интересов вакцина стала объектом ряда журналистских расследований. Такие расследования выпустили «Новая газета», «МБХ медиа», телеканал «Настоящее время», «The Insider», «The Village», Радио «Свобода» и другие СМИ.

## Позиция ВОЗ, международный интерес и поставки
Согласно заявлению заместителя генерального директора ВОЗ Сумьи Сваминатан, которое она сделала в Женеве на пресс-конференции в октябре 2020 года, позиция по «ЭпиВакКороне» определится только тогда, когда разработчиками вакцины будут представлены в ВОЗ результаты клинических испытаний третьей фазы. 17 июня 2021 года генеральный директор «Вектора» Ринат Максютов заявил, что вопрос об одобрении ВОЗ будет поднят после увеличения объёмов производства вакцины и удовлетворения спроса внутри России; ранее он также заявлял, что поставки этой вакцины за рубеж не планируются, пока не будет удовлетворён внутренний спрос. 1 июля Роспотребнадзор сообщил, что «Вектор» готов передавать технологию производства вакцины «ЭпиВакКорона-Н» зарубежным партнёрам для её выпуска за пределами России.
Несмотря на отсутствие одобрения ВОЗ, несколько стран проявили интерес к данной вакцине. По заявлению Максютова, на 22 мая у «Вектора» было более 100 заявок о поставке вакцины от других стран.
- В январе 2021 года «ЭпиВакКорона» была зарегистрирована в Туркменистане[272].
- В феврале 2021 года образцы вакцины были переданы Беларуси[273], однако на июнь 2021 года сотрудничество по данной вакцине не состоялось, вместо него было налажено сотрудничество по вакцине «Спутник V»[274].
- Весной 2021 года 1000 доз «ЭпиВакКороны» было поставлено в Венесуэлу для использования в испытаниях. В июне вице-президент Венесуэлы Дельси Родригес заявила о закупке российской вакцины «ЭпиВакКорона», а также о соглашении о производстве вакцины внутри страны[275][276]. 22 июня власти Венесуэлы сообщили, что Россия продаёт им вакцины «Спутник V» и «Спутник Лайт»[277]. Тем не менее, 7 июля власти Венесуэлы одобрили применение «ЭпиВакКороны», выдав производителю специальное санитарное разрешение, и заявили, что ждут поставок этой вакцины[278].
- 2 мая 2021 года стало известно, что Россия и Индия ведут переговоры о производстве «ЭпиВакКороны» в Индии[279].
- 4 июня 2021 года компания «Герофарм», производящая «ЭпиВакКорону», заявила о подписании соглашения о поставке этой вакцины в Бразилию[280].
- В январе 2022 года «Вектор» сообщил о наличии подписанных контрактов на поставку 50 млн доз «ЭпиВакКороны» в другие страны (список стран не уточняется)[126].
- По данным центра «Вектор», на 14 февраля 2022 года за границу отгружен миллион доз вакцины «ЭпиВакКорона», при этом представители «Вектора» отказались назвать страны, в которые произведена отправка[281].

## Отношение религиозных организаций
«ЭпиВакКорона» — единственная российская вакцина, получившая сертификат «Халяль» Международного центра стандартизации и сертификации «Халяль» при совете муфтиев России.

## Комментарии
1. ↑  Сообщалось также о разработке вакцины в виде капель для носа[17][18], однако на конец июля 2021 года она выпущена не была.
2. ↑  Пептиды в патенте № 2738081:
  - RGVYYPDKVFRSSVLHSTQD (SEQ ID NO: 1);
  - CTFEYVSQPFLMDLEGKQGNFK (SEQ ID NO: 2);
  - RGDEVRQIAPGQTGKIADYNYKLPDD (SEQ ID NO: 3);
  - RLFRKSNLKPFERDISTEIYQAGS (SEQ ID NO: 4);
  - DQLTPTWRVYSTGSNVFQTR (SEQ ID NO: 5);
  - KNLNESLIDLQELGKYEQYIK (SEQ ID NO: 6);
  - KEIDRLNEVAKNLNESLIDLQELGKYEQYIK (SEQ ID NO: 7).
3. ↑  Пептиды в патенте № 2743593:
  - CRLFRKSNLKPFERDISTEIYQAGS (SEQ ID NO: 1);
  - CKEIDRLNEVAKNLNESLIDLQELGKYEQYIK (SEQ ID NO: 2).
4. ↑  Пептиды в патенте № 2743594:
  - CRLFRKSNLKPFERDISTEIYQAGS (SEQ ID NO: 1);
  - CKEIDRLNEVAKNLNESLIDLQE (SEQ ID NO: 2);
  - CKNLNESLIDLQELGKYEQYIK (SEQ ID NO: 3).
5. ↑  Пептиды в патенте № 2743595:
  - CRLFRKSNLKPFERDISTEIYQAGS (SEQ ID NO: 1);
  - CKEIDRLNEVAKNLNESLIDLQE (SEQ ID NO: 2);
  - CKNLNESLIDLQELGKYEQYIK (SEQ ID NO: 3).
6. ↑  Для сравнения, импакт-фактор журнала «The Lancet», в котором опубликованы исследования по вакцине «Спутник V», почти в сто раз больше — 60,39)[158].
7. ↑  Утверждается, что Чепурнов исследовал 30 сывороток, из которых антитела были выявлены в 11: пять после вакцинации «Спутником V», пять от переболевших коронавирусом и одна от привитого «ЭпиВакКороной» и переболевшего после прививки; в оставшихся 19 сыворотках, взятых у людей, привитых «ЭпиВакКороной» либо плацебо, нейтрализующие антитела выявлены не были[172].
8. ↑  Исследование было выполнено до появления штамма «омикрон».
9. ↑  В базе данных, лежащей в основе исследования, содержится информация о том, были ли пациенты привиты, если да, то какой вакциной («Спутник V», «ЭпиВакКорона» или «Ковивак»), также указана тяжесть заболевания и возраст пациентов. Уточняется, что данные были получены из анонимного источника, имеющего доступ к системе мониторинга заболеваемости Москвы. Хотя авторы признают, что не могут подтвердить достоверность полученных данных, они утверждают, что их качество не вызывает сомнений, поскольку ключевые выводы анализа этих данных касательно вакцины «Спутник V» совпадают с тем, что уже известно о ней из других авторитетных источников, а также в целом об эффективности вакцин для разных возрастных групп.

### Научные публикации «Вектора» и Роспотребнадзора
- Рыжиков А. Б. и др. Иммуногенные и протективые свойства кандидатной пептидной вакцины против SARS-CoV-2 // Вестник Российской академии медицинских наук. — 2021. — 12 апреля (т. 76, вып. 1). — С. 5–19. — ISSN 2414-3545. — doi:10.15690/vramn1528. Архивировано 14 мая 2021 года.
- Рыжиков А. Б. и др. Простое слепое плацебо-контролируемое рандомизированное исследование безопасности, реактогенности и иммуногенности вакцины «ЭпиВакКорона» для профилактики COVID-19 на добровольцах в возрасте 18–60 лет (фаза I–II) (англ.) // Инфекция и иммунитет. — 2021. — 24 March (vol. 11, no. 2). — P. 283—296. — ISSN 2220-7619. — doi:10.15789/2220-7619-ASB-1699. Архивировано 28 марта 2021 года.
- Плоскирева А. А. и др. Первый опыт вакцинопрофилактики коронавирусной инфекции COVID-19 пептидной вакциной «ЭпиВакКорона» (препринт) // covid19-preprints.microbe.ru. — 2021. — 21 мая. — doi:10.21055/preprints-3111945. Архивировано 26 мая 2021 года. (Текст препринта в PDF Архивная копия от 24 мая 2021 на Wayback Machine.)
- Ryzhikov A. et. al. Assessment of Safety and Prophylactic Efficacy of the EpiVacCorona Peptide Vaccine for COVID-19 Prevention (Phase III) (англ.) // Vaccines. — 2023. — 18 May (vol. 11, iss. 5). — P. 998. — ISSN 2076-393X. — doi:10.3390/vaccines11050998.

### Научные статьи сторонних авторов
- Криницкий А. А. и др. Исследование иммуногенности и потенциальной протективности вакцины «ЭпиВакКорона» (препринт) // covid19-preprints.microbe.ru. — 2021. — 2 июня. — doi:10.21055/preprints-3111948. Архивировано 7 июня 2021 года. (Текст препринта в PDF.)
- Barchuk A. et al. COVID-19 vaccines effectiveness against symptomatic SARS-CoV-2 Delta variant infection: a population-based case-control study in St. Petersburg, Russia (препринт) (англ.) // www.medrxiv.org. — 2022. — 24 January. — doi:10.1101/2022.01.24.22269714. Архивировано 3 февраля 2022 года.
- Barchuk A. et al. COVID-19 vaccines effectiveness against symptomatic SARS-CoV-2 during Delta variant surge: a preliminary assessment from a case-control study in St. Petersburg, Russia (англ.) // BMC Public Health[англ.]. — 2022. — 09 22 (no. 22). — doi:10.1186/s12889-022-14202-9. Архивировано 6 октября 2022 года.
- Matveeva O., Ershov A. Retrospective cohort study of the efficiency of Sputnik V and EpiVacCorona vaccines against infections and deaths caused by SARS-CoV-2 Delta variant in Moscow (June-July 2021) (препринт) (англ.) // ResearchGate. — 2022. — January. — doi:10.21203/rs.3.rs-1700347/v1. Архивировано 3 февраля 2022 года.
- Matveeva O., Ershov A. Retrospective Cohort Study of the Effectiveness of the Sputnik V and EpiVacCorona Vaccines against the SARS-CoV-2 Delta Variant in Moscow (June–July 2021) (англ.) // Vaccines. — 2022. — 21 June (vol. 10, iss. 7). — P. 984. — ISSN 2076-393X. — doi:10.3390/vaccines10070984. Архивировано 21 июля 2022 года.
- Barchuk A. et al. Gam-COVID-Vac, EpiVacCorona, and CoviVac effectiveness against lung injury during Delta and Omicron variant surges in St. Petersburg, Russia: test-negative case-control study (препринт) (англ.) // researchsquare.com. — 2022. — 30 May. — doi:10.21203/rs.3.rs-1709300/v1.
- Barchuk A. et al. Gam-COVID-Vac, EpiVacCorona, and CoviVac effectiveness against lung injury during Delta and Omicron variant surges in St. Petersburg, Russia: a test-negative case–control study (англ.) // Respiratory Research[англ.]. — 2022. — 22 October (iss. 23). — doi:10.1186/s12931-022-02206-3.

### Публицистика
- Поляк Р. Вакцина-плацебо от Роспотребнадзора // МБХ медиа. — 2021. — 20 февраля. Архивировано 22 июля 2021 года.
- Поляк Р. Прохиндиада «Вектора». Действующие лица и исполнители // МБХ медиа. — 2021. — 19 мая. Архивировано 22 июля 2021 года.
- Тумакова И. Операция «Э» // Новая газета. — 2021. — 4 июня (№ 60). Архивировано 4 июня 2021 года.
- Матвеева О. Проблема выбора пептидов для «ЭпиВакКороны» и разбор статьи разработчиков вакцины о клинических испытаниях первой и второй фаз // Биомолекула. — 2021. — 4 июня. Архивировано 4 июня 2021 года.
- Тумакова И. ЭпиВакАфёра. В прививочных кабинетах начали заменять вакцину «Спутник» препаратом «ЭпиВакКорона», не предупреждая пациентов // Новая газета. — 2021. — 18 июня. Архивировано 19 июня 2021 года.
- Кочкина К. "Спросила у медсестры: «Это же „Спутник“, что вы мне ставите?» Истории пациентов, которым подменили вакцину в России // Настоящее время. — 2021. — 23 июня. Архивировано 24 июня 2021 года.
- Кочкина К. Биотехнолог объясняет, что не так с «ЭпиВакКороной»: «Это пустышка. Самолёт с удобным салоном, строить дешево и легко. Но он не летает!» // Настоящее время. — 2021. — 23 июня. Архивировано 24 июня 2021 года.
- Пономарева В. Цена плацебо. Афёра с «ЭпиВак» может стоить жизни тысячам людей // The Insider. — 2021. — 9 июля. Архивировано 3 февраля 2022 года.
- Дергачева А. «ЭпиВакКорона», скорее всего, не работает. Простыми словами объясняем, что не так с вакциной «Вектора» // The Village. — 2021. — 12 июля. Архивировано 13 июля 2021 года.
- Тумакова И. На «Авроре» шапка горит? // Новая газета. — 2021. — 14 июля (№ 77). — С. 23. Архивировано 14 июля 2021 года.
- «ЭпиВакКорона»: как работает, чем отличается от «Спутника», эффективна ли? Объясняем на пальцах. YouTube. Youtube-канал МБХ медиа (14 июля 2021). — 7 мин 4 сек.
- Волчек Д. Ложное чувство защищённости. Работает ли "ЭпиВакКорона"? // Радио «Свобода». — 2021. — 31 июля. Архивировано 7 августа 2021 года.
- Преснякова С. Смертельное плацебо. Как привитые «ЭпиВак» умирают от COVID-19 // The Insider. — 2021. — 28 сентября. Архивировано 23 ноября 2021 года.
- Ходорковский М.. Зачем Анне Поповой патент на вакцину? YouTube (23 ноября 2021).
- Тумакова И. ЭпиВакКонец? Производство и распространение «ЭпиВакКороны» прекращено. Разработчики препарата уверяют, что это временно // Новая газета. — 2022. — 28 января (№ 9). Архивировано 26 апреля 2022 года.